# 우주보다 먼 곳
우주보다 먼 곳(일본어: 宇宙よりも遠い場所, A Place Further than the Universe)은 매드하우스에서 제작한 일본의 애니메이션 오리지널 TV 시리즈이다. 이 시리즈는 이시즈카 아츠코가 감독하고 하나다 줏키가 각본을 맡았으며 요시마츠 다카히로가 캐릭터 디자인을 맡았다. 2018년 1월부터 3월까지 일본에서 방영되었으며 크런치롤이 공동 제작하고 전 세계에 배포했다.

## 줄거리
마리 타마키는 자신의 젊음을 최대한 활용하고 싶지만 보통 그렇게 하기가 너무 두려운 고등학교 2학년 학생이다. 어느 날, 그녀는 3년 전 어머니가 실종된 남극으로 여행을 떠나기 위해 돈을 모아온 소녀 코부치자와 시라세를 만난다. 두 명의 다른 소녀, 미야케 히나타와 시라이시 유즈키가 합류하여 남극을 향한 탐험에 합류한다.